# Tlajomulco de Zúñiga
Pour les articles homonymes, voir Zúñiga.
Tlajomulco de Zúñiga est une municipalité de l'État de Jalisco au Mexique.